# Breaking In (Fernsehserie)
Breaking In ist eine US-amerikanische Fernsehserie des Senders Fox, welche vom 6. April 2011 bis zum 3. April 2012 ausgestrahlt wurde. Nachdem die Serie bereits im Mai 2011 von Fox für abgesetzt erklärt worden war, gab Fox im Juli 2011 die Verlängerung um eine zweite Staffel bekannt. Die endgültige Absetzung erfolgte nach fünf ausgestrahlten Episoden der zweiten Staffel.

## Handlung
Die Serie spielt in der kleinen Firma „Contra Security“. Dort konzentriert man sich eigentlich auf das Geschäft mit Sicherheitssystemen. Man sucht nach Fehlern im System um dann die eigenen Produkte, oft etwas fragwürdig, an den Mann zu bringen.

## Besetzung und Synchronisation
Die deutsche Synchronisation entstand nach dem Dialogbuch von Alexander Brem unter der Dialogregie von Benedikt Rabanus durch die Synchronfirma Scalamedia GmbH in München und Berlin.

### Hauptbesetzung
| Schauspieler      | Rollenname                   | Hauptrolle (Folge) | Nebenrolle (Folge)         | Synchronsprecher   |
| ----------------- | ---------------------------- | ------------------ | -------------------------- | ------------------ |
| Bret Harrison     | Cameron Price                | 1.01–2.13          |                            | Kim Hasper         |
| Christian Slater  | Ferris „Oz“ Oswald Osbourne  | 1.01–2.13          |                            | Sven Hasper        |
| Alphonso McAuley  | Cassius „Cash“ Sparks        | 1.01–2.13          |                            | Benedikt Weber     |
| Odette Annable    | Melanie Garcia               | 1.01–1.07          | 2.01–2.03, 2.07, 2.11–2.12 | Annina Braunmiller |
| Michael Rosenbaum | Dutch Nilbog                 | 1.01–1.07          | 2.13                       | Björn Schalla      |
| Megan Mullally    | Veronica „Ronnie“ Judith Man | 2.01–2.13          |                            | Inez Günther       |
| Erin Richards     | Molly Marie Hughes           | 2.01–2.13          |                            | Maren Rainer       |

### Nebenbesetzung
| Schauspieler   | Rollenname     | Nebenrolle (Folge)                    | Synchronsprecher         |
| -------------- | -------------- | ------------------------------------- | ------------------------ |
| Trevor Moore   | Josh Armstrong | 1.01–1.07                             | Benedikt Gutjan          |
| Jennifer Irwin | „Creepy“ Carol | 1.01–1.05, 1.07, 2.01–2.06, 2.09–2.13 | Sonja Reichelt           |
| Lance Krall    | Ricky Borten   | 2.02–2.05, 2.07–2.13                  | Hubertus von Lerchenfeld |
| Terrell Lee    | Buddy Revell   | 2.02–2.06, 2.13                       |                          |
| Alyssa Milano  | Amy Osbourne   | 1.02, 2.09                            | Dascha Lehmann           |
| Ali Wong       | Ana Ng         | 1.02, 1.04., 1.06                     |                          |

## Produktion
Im Oktober 2009 gab Fox bekannt, Adam F. Goldberg mit der Produktion eines Skriptes für eine Comedyserie beauftragt zu haben. Die Pilotfolge zur Serie wurde im Januar 2010 geordert und das Casting begann im Februar. Als erstes stieß Bret Harrison zum Cast der Serie, die zu diesem Zeitpunkt noch unter dem Titel Titan Team gehandelt wurde. Im März wurde Alphonso McAuley für die Pilotfolge verpflichtet. Zu diesem Zeitpunkt war der Titel der Serie Security. Wenige Wochen später folgte Odette Annable. Mit der Verpflichtung von Christian Slater und Trevor Morre endete das Casting zur Pilotfolge.
Im Juni 2010 orderte Fox zwei weitere Skripte für die Pilotfolge, die jetzt den Titel Breaking In trug, da das erste nicht überzeugt hatte. Im November 2010 bestellte Fox die erste Staffel der Serie in Form von sieben Folgen. Die Dreharbeiten zu den weiteren sechs Folgen fanden ab Februar 2011 in Los Angeles statt.
Im Mai 2011 setzte Fox die Serie nach der ersten Staffel ab. Allerdings meldete Deadline.com bereits zwei Tage später, dass Sony Pictures Television in Verhandlungen für eine zweite Staffel stünde. Einige Wochen später wurde bekannt, dass die Verträge der Darsteller bis Mitte November 2011 verlängert worden wären. Einen Monat später wurde die Verlängerung der Serie um eine 13-teilige zweite Staffel bekannt. Im November wurde die Schauspielerin Megan Mullally im Zuge der Überarbeitung des Serienkonzepts verpflichtet. Kurze Zeit später wurde bekannt, dass Odette Annable und Michael Rosenbaum in der zweiten Staffel nicht mehr zur Hauptbesetzung gehören.
Am 11. April 2012, nach nur fünf ausgestrahlten Episoden der zweiten Staffel, setzte Fox die Serie ab. Der Sender ersetzte den Sendeplatz durch Wiederholungen von New Girl.

## Ausstrahlung
Vereinigte Staaten
Die erste Folge der Serie wurde am 6. April 2011 nach einer Folge von American Idol gesendet. Die restlichen sechs Folgen folgten in den darauffolgenden Wochen. Die zweite Staffel feierte am 6. März 2012 nach einer neuen Folge der Sitcom New Girl Premiere, jedoch wurde die Serie aufgrund schlechter Einschaltquoten schon nach der fünften Episode aus dem Programm genommen.
Die restlichen acht Folgen wurden erstmals in Portugal ausgestrahlt.
Deutschland
Die erste Staffel der Serie wurde am 2. Juni und am 9. Juni 2013 auf ProSieben Fun gesendet. Vom 9. Juni bis zum 30. Juni 2013 folgte die zweite Staffel.
Im September 2013 zeigt ProSieben in seinem Nachtprogramm die ersten sechs Folgen der ersten Staffel sowie Folge 1 der zweiten Staffel der Serie erstmals im deutschen Free-TV.

## Episodenliste

### Staffel 1
| Nr. (ges.) | Nr. (St.) | Deutscher Titel         | Originaltitel                         | Erstausstrahlung USA | Deutschsprachige Erstausstrahlung (D) | Regie        | Drehbuch                       |
| ---------- | --------- | ----------------------- | ------------------------------------- | -------------------- | ------------------------------------- | ------------ | ------------------------------ |
| 1          | 1         | Einbrecher wie wir      | Pilot                                 | 6. Apr. 2011         | 2. Juni 2013                          | Seth Gordon  | Adam F. Goldberg & Seth Gordon |
| 2          | 2         | Es kann nur einen geben | 'Tis Better to Have Loved and Flossed | 13. Apr. 2011        | 2. Juni 2013                          | Seth Gordon  | Adam F. Goldberg               |
| 3          | 3         | Brennender Asphalt      | Need For Speed                        | 20. Apr. 2011        | 2. Juni 2013                          | Fred Savage  | Chris Bishop                   |
| 4          | 4         | Weiß auf weiß auf weiß  | White on White on White               | 27. Apr. 2011        | 2. Juni 2013                          | Fred Savage  | David Windsor & Casey Johnson  |
| 5          | 5         | Der große Filmklau      | Take the Movie and Run                | 4. Mai 2011          | 9. Juni 2013                          | Matt Shakman | Adam F. Goldberg               |
| 6          | 6         | Die Ausbrecher          | Breaking Out                          | 11. Mai 2011         | 9. Juni 2013                          | Phil Traill  | Ben Wexler                     |
| 7          | 7         | 21.0 Jump Street        | 21.0 Jump Street                      | 17. Mai 2012         | 9. Juni 2013                          | Seth Gordon  | Adam F. Goldberg               |

### Staffel 2
| Nr. (ges.) | Nr. (St.) | Deutscher Titel                  | Originaltitel               | Erstausstrahlung USA | Deutschsprachige Erstausstrahlung (D) | Regie                 | Drehbuch                                |
| ---------- | --------- | -------------------------------- | --------------------------- | -------------------- | ------------------------------------- | --------------------- | --------------------------------------- |
| 8          | 1         | Der Contra-Klub                  | The Contra Club             | 6. März 2012         | 9. Juni 2013                          | Seth Gordon           | Adam F. Goldberg                        |
| 9          | 2         | Wer ist hier der Boss?           | Who’s the Boss              | 13. März 2012        | 16. Juni 2013                         | Seth Gordon           | Chris Bishop                            |
| 10         | 3         | Die Magie der monumentalen Geste | The Blind Sided             | 20. März 2012        | 16. Juni 2013                         | Troy Miller           | Marc Abrams & Michael Benson            |
| 11         | 4         | Unser Freund Jones               | Game of Jones               | 27. März 2012        | 16. Juni 2013                         | Timothy Busfield      | Mark Stegemann                          |
| 12         | 5         | Sturm im Puddingbecher           | Cyrano de Nerdgerac         | 3. Apr. 2012         | 23. Juni 2013                         | Alex Hardcastle       | Matt Dearborn                           |
| 13         | 6         | Die Schuhe des Verderbens        | Double Dragon               | —                    | 23. Juni 2013                         | Eyal Gordin           | Marc Abrams & Michael Benson            |
| 14         | 7         | Der Vermächtnis des Putzmanns    | The Legend of Hurley’s Gold | —                    | 23. Juni 2013                         | Roger Kumble          | Amy Mass & Robin Shorr                  |
| 15         | 8         | Auf der Jagd nach Amy und Molly  | Chasing Amy and Molly       | —                    | 23. Juni 2013                         | Dean Holland          | Hans Rodionoff & Lance Krall            |
| 16         | 9         | Der Pokal                        | The Hungover                | —                    | 30. Juni 2013                         | Steve Pink            | Tim Doyle                               |
| 17         | 10        | Die zwei Heathers                | Heathers                    | —                    | 30. Juni 2013                         | Rebecca Asher         | Lacey Marisa Friedman & Aaron Kaczander |
| 18         | 11        | Krampf der Titanen               | Cash Of The Titans          | —                    | 16. Juni 2013                         | Robert Duncan McNeill | Chris Bishop & Adam F. Goldberg         |
| 19         | 12        | Die Nummer eins                  | The Nat’ral                 | —                    | 30. Juni 2013                         | Tyler Spindel         | Mark Stegemann & Chris Bishop           |
| 20         | 13        | Episode XIII                     | Episode XIII                | —                    | 30. Juni 2013                         | Christian Slater      | Adam F. Goldberg                        |